# Ministerio de Ceremonias (Japón)
El Ministerio de Ceremonias (治部省 Jibu-shō) (lit. Departamento de Asuntos Gubernamentales) era una división del gobierno japonés del siglo VIII de la Corte Imperial de Kioto, y a veces se lo identifica como el "Ministerio del Interior".

## Historia
Se instituyó como parte de las leyes de las reformas Taika y Ritsuryō en el período Asuka y se formalizó durante el período Heian. Anteriormente se llamaba Osamuru-tsukasa. El ministerio fue reemplazado en el período Meiji. Hoy en día, la Junta de Ceremonias (宮内庁式部職; Shikibu shoku) de la Agencia de la Casa Imperial es el sucesor.

## Visión general
El ministerio fue organizado para abordar los aspectos ceremoniales del año imperial, administrar la naturaleza ceremonial de las relaciones formales con China, Corea y otras naciones, y supervisar el mantenimiento de tumbas y mausoleos imperiales. Las ceremonias de la Casa Imperial evolucionaron con el tiempo.
El ámbito de las actividades del Ministerio abarcaba, por ejemplo:
- Mantenimiento de la lista de nombres de funcionarios.
- Supervisión de la sucesión y el matrimonio de funcionarios de y por encima del quinto grado de rango
- Supervisión de trámites relacionados con muertes, funerales y otorgamiento de rango póstumo.
- Gestión de las actividades conmemorativas que honran los aniversarios de la desaparición de un antiguo emperador
- Monitoreo y registro de los nombres de todos los emperadores anteriores, de modo que ninguno de esos nombres sea utilizado por ninguno de los emperadores sucesivos ni por ningún sujeto.
- Resolución de disputas sobre el orden de precedencia de las diversas familias
- Supervisión de todos los asuntos relacionados con la música.
- Registro de nombres de templos budistas, sacerdotes y monjas.
- Recepción y entretenimiento de extranjeros y gestionando su presentación ante el Emperador.
- Mantenimiento de los sepulcros imperiales (misasagi) y túmulos funerarios reales (kofun), incluida la supervisión de los asistentes.[4]

Este ministerio también fue responsable de las reglas para las familias nobles por encima del quinto rango.

## Jerarquía
Los principales funcionarios ritsuryō dentro de esta estructura de ministerio fueron:
- Administrador principal del ministerio de ceremonias (治部卿, Jibu-kyō)[5]
- Primer asistente del Ministro (治部大輔 Jibu-taifu)
- Segundo asistente del Ministro (治部少輔 Jibu-shō)
- Tercer asistente del ministro (治部大丞 Jibu-dai-shō)
- Cuarto asistente del ministro (治部少丞 Jibu-shō-shō)
- Subsecretario principal (録部大録 Jibu-no-dai-sakan)
- Subsecretario alterno (治部少録 Jibu-no-shō-sakan)
- Músico principal de la corte (雅楽頭 Uta-no-kami)
- Primer asistente de músico (雅楽助 Uta-no-suke)[6]
- Segundo asistente de músico (雅楽允 Uta-no-jō).
- Músicos alternos (雅楽属 Uta-no-sakan), dos posiciones
- Intérprete principal / diplomático (頭蕃頭 Genba-no-kami). Este funcionario estaba a cargo de recibir embajadores de China y Corea y servir como intérpretes para ellos.
- Primer asistente de intérprete / diplomático (玄蕃介 Genba-no-suke)
- Segundo asistente intérprete / diplomático (玄蕃允 Genba-no-jō), dos posiciones
- Intérprete / diplomático alternativo (玄蕃属 Genba-no-sakan), dos posiciones
- Inspector jefe de tumbas imperiales (諸陵頭 Shoryō-no-kami), dos posiciones
- Primer inspector asistente (諸陵助 Shoryō-no-suke), dos posiciones
- Segundo inspector asistente (諸陵允 Shoryō-no-jō), dos posiciones
- Inspectores alternos (諸陵属 Shoryō-no-sakan), dos posiciones[7]